# Перепльоткін Андрій Ігорович
Андрій Ігорович Перепльоткін (латис. Andrejs Perepļotkins, нар. 27 грудня 1984, Харків, Українська РСР, СРСР) — латвійський футболіст українського походження, нападник. Грав за збірну Латвії.

## Клубна кар'єра
Вихованець харківського «Металіста» (перший тренер — Рінат Вікторович Морозов). Пізніше виступав за московський клуб «Філі», в 19-річному віці років поїхав у бельгійський «Андерлехт». 2004 року займався в академії англійського «Саутгемптона». Перепльоткін був одним з найкращих гравців академії. Проте, «Саутгемптону» не вдалося підписати з ним повноцінний контракт, оскільки він не грав за жодну збірну. Тому Перепльоткін опинився в оренді в  ірландському клубі «Богеміан».
У січні 2005 року був проданий відомому латвійському клубу «Сконто». Чотири сезони захищав кольори цього клубу. Більшість часу, проведеного у складі «Сконто», був основним гравцем атакувальної ланки команди.
2008 рік провів в оренді, захищаючи кольори команди англійського клубу «Дербі Каунті».
Протягом 2009–2010 років знову грав за команду клубу «Сконто».
До складу узбецького клубу «Насаф» приєднався 2011 року.

## Виступи за збірну
Невдовзі після переходу до «Сконто» отримав латвійське громадянство і 2007 року дебютував в офіційних матчах у складі національної збірної Латвії. Всього провів у формі головної команди країни 36 матчів, забивши 3 голи.